# Vanga bicolor
El vanga bicolor(Hemipus hirundinaceus) és una espècie d'ocell de la família dels vàngids (Vangidae) que habita boscos i camp obert de Sumatra i petites illes properes, Java, Bali i Borneo.